# Chris de Burgh/Diskografie
Diese Diskografie ist eine Übersicht über die musikalischen Werke des irischen Sängers Chris de Burgh. Den Schallplattenauszeichnungen zufolge hat er bisher mehr als 10,2 Millionen Tonträger verkauft. Seine erfolgreichste Veröffentlichung ist das Studioalbum Into the Light mit über 2,3 Millionen verkauften Einheiten.

## Alben

### Studioalben
| Jahr | Titel                           | Höchstplatzierung, Gesamtwochen, AuszeichnungChartplatzierungen (Jahr, Titel, Platzierungen, Wochen, Auszeichnungen, Anmerkungen) | Höchstplatzierung, Gesamtwochen, AuszeichnungChartplatzierungen (Jahr, Titel, Platzierungen, Wochen, Auszeichnungen, Anmerkungen) | Höchstplatzierung, Gesamtwochen, AuszeichnungChartplatzierungen (Jahr, Titel, Platzierungen, Wochen, Auszeichnungen, Anmerkungen) | Höchstplatzierung, Gesamtwochen, AuszeichnungChartplatzierungen (Jahr, Titel, Platzierungen, Wochen, Auszeichnungen, Anmerkungen) | Höchstplatzierung, Gesamtwochen, AuszeichnungChartplatzierungen (Jahr, Titel, Platzierungen, Wochen, Auszeichnungen, Anmerkungen) | Höchstplatzierung, Gesamtwochen, AuszeichnungChartplatzierungen (Jahr, Titel, Platzierungen, Wochen, Auszeichnungen, Anmerkungen) | Anmerkungen                              |
| Jahr | Titel                           | DE | AT | CH | UK | US | IE | Anmerkungen                              |
| ---- | ------------------------------- | --- | --- | --- | --- | --- | --- | ---------------------------------------- |
| 1974 | Far Beyond These Castle Walls   | — | — | — | — | — | — | Erstveröffentlichung: 1974               |
| 1975 | Spanish Train and Other Stories | — | — | — | UK78 (3 Wo.)UK | — | — | Erstveröffentlichung: 1. November 1975   |
| 1977 | At the End of a Perfect Day     | — | — | — | — | — | — | Erstveröffentlichung: 1. August 1977     |
| 1979 | Crusader                        | — | — | — | UK72 (1 Wo.)UK | — | — | Erstveröffentlichung: 2. Januar 1979     |
| 1980 | Eastern Wind                    | — | — | — | — | — | — | Erstveröffentlichung: 11. November 1980  |
| 1982 | The Getaway                     | DE1 Platin · (58 Wo.)DE | AT3 (14 Wo.)AT | — | UK30 (16 Wo.)UK | US43 (22 Wo.)US | — | Erstveröffentlichung: 29. September 1982 |
| 1984 | Man on the Line                 | DE1 Platin · (52 Wo.)DE | AT9 (12 Wo.)AT | CH1 (38 Wo.)CH | UK11 Silber · (24 Wo.)UK | US69 (19 Wo.)US | — | Erstveröffentlichung: 7. Mai 1984        |
| 1986 | Into the Light                  | DE2 ×2Doppelplatin · (62 Wo.)DE                                                                                                   | AT19 (6 Wo.)AT | CH2 (34 Wo.)CH | UK2 ×2Doppelplatin · (59 Wo.)UK                                                                                                   | US25 Gold · (32 Wo.)US | — | Erstveröffentlichung: 26. Mai 1986       |
| 1988 | Flying Colours                  | DE2 Platin · (58 Wo.)DE | — | CH2 Gold · (24 Wo.)CH | UK1 Platin · (30 Wo.)UK | — | — | Erstveröffentlichung: 30. September 1988 |
| 1992 | Power of Ten                    | DE1 Gold · (31 Wo.)DE | AT29 (6 Wo.)AT | CH3 Gold · (20 Wo.)CH | UK3 Gold · (10 Wo.)UK | — | — | Erstveröffentlichung: 2. April 1992      |
| 1994 | This Way Up                     | DE4 Gold · (19 Wo.)DE | AT37 (1 Wo.)AT | CH5 Gold · (17 Wo.)CH | UK5 Silber · (8 Wo.)UK | — | — | Erstveröffentlichung: 19. Mai 1994       |
| 1995 | Beautiful Dreams                | — | — | — | — | — | — | Erstveröffentlichung: 27. Oktober 1995   |
| 1999 | Quiet Revolution                | DE6 Gold · (16 Wo.)DE | — | CH10 (9 Wo.)CH | UK23 (5 Wo.)UK | — | — | Erstveröffentlichung: September 1999     |
| 2002 | Timing Is Everything            | DE12 (7 Wo.)DE | — | CH18 (7 Wo.)CH | UK41 (1 Wo.)UK | — | — | Erstveröffentlichung: 16. September 2002 |
| 2004 | The Road to Freedom             | DE5 Gold · (18 Wo.)DE | AT39 (7 Wo.)AT | CH22 (9 Wo.)CH | UK75 (1 Wo.)UK | — | — | Erstveröffentlichung: 8. März 2004       |
| 2006 | The Storyman                    | DE8 (10 Wo.)DE | — | CH28 (6 Wo.)CH | UK38 (2 Wo.)UK | — | — | Erstveröffentlichung: 9. Oktober 2006    |
| 2008 | Footsteps                       | DE9 Platin · (34 Wo.)DE | AT38 (6 Wo.)AT | CH22 Gold · (17 Wo.)CH | UK4 Silber · (6 Wo.)UK | — | IE22 (6 Wo.)IE | Erstveröffentlichung: 21. November 2008  |
| 2010 | Moonfleet & Other Stories       | DE3 Gold · (25 Wo.)DE | AT42 (2 Wo.)AT | CH31 (11 Wo.)CH | UK25 (2 Wo.)UK | — | IE33 (2 Wo.)IE | Erstveröffentlichung: 15. Oktober 2010   |
| 2011 | Footsteps 2                     | DE10 Gold · (18 Wo.)DE | AT44 (3 Wo.)AT | CH3 (18 Wo.)CH | UK38 (2 Wo.)UK | — | — | Erstveröffentlichung: 14. Oktober 2011   |
| 2012 | Home                            | DE15 (11 Wo.)DE | AT48 (2 Wo.)AT | CH19 (5 Wo.)CH | UK92 (1 Wo.)UK | — | — | Erstveröffentlichung: 7. Oktober 2012    |
| 2014 | The Hands of Man                | DE8 (12 Wo.)DE | AT37 (1 Wo.)AT | CH22 (4 Wo.)CH | UK71 (1 Wo.)UK | — | IE45 (1 Wo.)IE | Erstveröffentlichung: 20. Oktober 2014   |
| 2016 | A Better World                  | DE7 (8 Wo.)DE | AT49 (1 Wo.)AT | CH17 (11 Wo.)CH | UK60 (1 Wo.)UK | — | — | Erstveröffentlichung: 23. September 2016 |
| 2021 | The Legend of Robin Hood        | DE7 (10 Wo.)DE | AT26 (1 Wo.)AT | CH15 (7 Wo.)CH | — | — | — | Erstveröffentlichung: 3. September 2021  |

grau schraffiert: keine Chartdaten aus diesem Jahr verfügbar

### Livealben
| Jahr | Titel                             | Höchstplatzierung, Gesamtwochen, AuszeichnungChartplatzierungen (Jahr, Titel, Platzierungen, Wochen, Auszeichnungen, Anmerkungen) | Höchstplatzierung, Gesamtwochen, AuszeichnungChartplatzierungen (Jahr, Titel, Platzierungen, Wochen, Auszeichnungen, Anmerkungen) | Höchstplatzierung, Gesamtwochen, AuszeichnungChartplatzierungen (Jahr, Titel, Platzierungen, Wochen, Auszeichnungen, Anmerkungen) | Höchstplatzierung, Gesamtwochen, AuszeichnungChartplatzierungen (Jahr, Titel, Platzierungen, Wochen, Auszeichnungen, Anmerkungen) | Höchstplatzierung, Gesamtwochen, AuszeichnungChartplatzierungen (Jahr, Titel, Platzierungen, Wochen, Auszeichnungen, Anmerkungen) | Höchstplatzierung, Gesamtwochen, AuszeichnungChartplatzierungen (Jahr, Titel, Platzierungen, Wochen, Auszeichnungen, Anmerkungen) | Anmerkungen                              |
| Jahr | Titel                             | DE | AT | CH | UK | US | IE | Anmerkungen                              |
| ---- | --------------------------------- | --- | --- | --- | --- | --- | --- | ---------------------------------------- |
| 1990 | High on Emotion: Live from Dublin | DE8 Gold · (20 Wo.)DE | AT23 (2 Wo.)AT | CH14 Gold · (7 Wo.)CH | UK15 Gold · (6 Wo.)UK | — | — | Erstveröffentlichung: 11. September 1990 |
| 2005 | Live in Dortmund                  | DE39 (4 Wo.)DE | — | — | — | — | — | Erstveröffentlichung: 27. Juni 2005      |

grau schraffiert: keine Chartdaten aus diesem Jahr verfügbar
Weitere Livealben
- 1979: Live in South Africa
- 2004: The River Sessions

### Kompilationen
| Jahr | Titel                                             | Höchstplatzierung, Gesamtwochen, AuszeichnungChartplatzierungen (Jahr, Titel, Platzierungen, Wochen, Auszeichnungen, Anmerkungen) | Höchstplatzierung, Gesamtwochen, AuszeichnungChartplatzierungen (Jahr, Titel, Platzierungen, Wochen, Auszeichnungen, Anmerkungen) | Höchstplatzierung, Gesamtwochen, AuszeichnungChartplatzierungen (Jahr, Titel, Platzierungen, Wochen, Auszeichnungen, Anmerkungen) | Höchstplatzierung, Gesamtwochen, AuszeichnungChartplatzierungen (Jahr, Titel, Platzierungen, Wochen, Auszeichnungen, Anmerkungen) | Höchstplatzierung, Gesamtwochen, AuszeichnungChartplatzierungen (Jahr, Titel, Platzierungen, Wochen, Auszeichnungen, Anmerkungen) | Höchstplatzierung, Gesamtwochen, AuszeichnungChartplatzierungen (Jahr, Titel, Platzierungen, Wochen, Auszeichnungen, Anmerkungen) | Anmerkungen                              |
| Jahr | Titel                                             | DE | AT | CH | UK | US | IE | Anmerkungen                              |
| ---- | ------------------------------------------------- | --- | --- | --- | --- | --- | --- | ---------------------------------------- |
| 1981 | Best Moves                                        | DE4 Gold · (87 Wo.)DE | — | — | UK65 (4 Wo.)UK | — | — | Erstveröffentlichung: 1. August 1981     |
| 1984 | The Very Best Of                                  | — | — | — | UK6 Gold · (70 Wo.)UK | — | — | Erstveröffentlichung: 1984               |
| 1989 | Spark to a Flame: The Very Best Of                | DE2 Platin · (34 Wo.)DE | AT11 Gold · (14 Wo.)AT | CH3 Platin · (14 Wo.)CH | UK4 ×2Doppelplatin · (31 Wo.)UK                                                                                                   | — | — | Erstveröffentlichung: 24. Oktober 1989   |
| 1997 | The Love Songs                                    | DE51 (9 Wo.)DE | — | CH17 (5 Wo.)CH | UK8 Gold · (12 Wo.)UK | — | — | Erstveröffentlichung: 30. September 1997 |
| 2000 | The Ultimate Collection                           | DE39 (8 Wo.)DE | — | CH76 (2 Wo.)CH | UK19 Gold · (4 Wo.)UK | — | — | Erstveröffentlichung: 27. November 2000  |
| 2001 | Notes from Planet Earth – The Ultimate Collection | — | — | — | UK19 (1 Wo.)UK | — | — | Erstveröffentlichung: 19. März 2001      |
| 2008 | Now and Then                                      | — | — | — | UK12 (3 Wo.)UK | — | IE21 (16 Wo.)IE | Erstveröffentlichung: 21. April 2008     |
| 2013 | Lady in Red – The Collection                      | — | — | — | — | — | IE42 (21 Wo.)IE | Erstveröffentlichung: 2013               |
| 2024 | 50                                                | DE15 (6 Wo.)DE | AT60 (1 Wo.)AT | CH20 (1 Wo.)CH | — | — | — | Erstveröffentlichung: 4. Oktober 2024    |

grau schraffiert: keine Chartdaten aus diesem Jahr verfügbar
Weitere Kompilationen
- 2004: 20th Century Masters: The Best of Chris De Burgh
- 2007: Gold

## Singles
| Jahr | Titel Album                                                     | Höchstplatzierung, Gesamtwochen, AuszeichnungChartplatzierungen (Jahr, Titel, Album, Platzierungen, Wochen, Auszeichnungen, Anmerkungen) | Höchstplatzierung, Gesamtwochen, AuszeichnungChartplatzierungen (Jahr, Titel, Album, Platzierungen, Wochen, Auszeichnungen, Anmerkungen) | Höchstplatzierung, Gesamtwochen, AuszeichnungChartplatzierungen (Jahr, Titel, Album, Platzierungen, Wochen, Auszeichnungen, Anmerkungen) | Höchstplatzierung, Gesamtwochen, AuszeichnungChartplatzierungen (Jahr, Titel, Album, Platzierungen, Wochen, Auszeichnungen, Anmerkungen) | Höchstplatzierung, Gesamtwochen, AuszeichnungChartplatzierungen (Jahr, Titel, Album, Platzierungen, Wochen, Auszeichnungen, Anmerkungen) | Höchstplatzierung, Gesamtwochen, AuszeichnungChartplatzierungen (Jahr, Titel, Album, Platzierungen, Wochen, Auszeichnungen, Anmerkungen) | Anmerkungen                             |
| Jahr | Titel Album                                                     | DE | AT | CH | UK | US | IE | Anmerkungen                             |
| ---- | --------------------------------------------------------------- | --- | --- | --- | --- | --- | --- | --------------------------------------- |
| 1975 | A Spaceman Came Travelling Spanish Train and Other Stories      | — | — | — | UK84 Gold · (3 Wo.)UK | — | IE1 (15 Wo.)IE | Erstveröffentlichung: 26. November 1975 |
| 1980 | Sailor Best Moves                                               | — | — | — | — | — | IE16 (7 Wo.)IE | Erstveröffentlichung: 1980              |
| 1982 | Don’t Pay the Ferryman The Getaway                              | DE24 (16 Wo.)DE | — | — | UK48 (7 Wo.)UK | US34 (14 Wo.)US | IE9 (7 Wo.)IE | Erstveröffentlichung: September 1982    |
| 1982 | The Getaway                                                     | DE24 (17 Wo.)DE | — | — | — | — | — | Erstveröffentlichung: 7. November 1982  |
| 1983 | Ship to Shore The Getaway                                       | DE69 (3 Wo.)DE | — | — | — | US71 (5 Wo.)US | — | Erstveröffentlichung: 27. Februar 1983  |
| 1983 | Borderline The Getaway                                          | — | — | — | — | — | IE12 (6 Wo.)IE | Erstveröffentlichung: 17. Juli 1983     |
| 1983 | Where Peaceful Waters Flow The Getaway                          | DE52 (7 Wo.)DE | — | — | — | — | IE17 (2 Wo.)IE | Erstveröffentlichung: 16. Oktober 1983  |
| 1984 | High on Emotion Man on the Line                                 | DE12 (18 Wo.)DE | AT12 (6 Wo.)AT | CH5 (16 Wo.)CH | UK44 (5 Wo.)UK | US44 (13 Wo.)US | IE5 (3 Wo.)IE | Erstveröffentlichung: 16. April 1984    |
| 1984 | The Ecstasy of Flight (I Love the Night) Man on the Line        | DE49 (5 Wo.)DE | — | CH29 (1 Wo.)CH | UK80 (4 Wo.)UK | — | IE20 (3 Wo.)IE | Erstveröffentlichung: 1984              |
| 1986 | Fire on the Water Into the Light                                | DE46 (10 Wo.)DE | — | CH16 (6 Wo.)CH | UK88 (3 Wo.)UK | — | IE19 (3 Wo.)IE | Erstveröffentlichung: April 1986        |
| 1986 | The Lady in Red Into the Light                                  | DE5 (14 Wo.)DE | AT7 (10 Wo.)AT | CH18 (7 Wo.)CH | UK1 Platin · (17 Wo.)UK | US3 (26 Wo.)US | IE1 (12 Wo.)IE | Erstveröffentlichung: 30. Juni 1986     |
| 1986 | Fatal Hesitation Into the Light                                 | — | — | — | UK44 (4 Wo.)UK | — | IE7 (3 Wo.)IE | Erstveröffentlichung: 1986              |
| 1986 | The Ballroom of Romance Into the Light                          | — | — | — | UK40 (6 Wo.)UK | — | — | Erstveröffentlichung: 1986              |
| 1986 | One Word (Straight to the Heart) Into the Light                 | DE60 (5 Wo.)DE | — | — | — | — | — | Erstveröffentlichung: 1986              |
| 1987 | The Simple Truth (A Child Is Born) –                            | DE31 (5 Wo.)DE | — | — | UK36 (6 Wo.)UK | — | IE10 (5 Wo.)IE | Erstveröffentlichung: 1987              |
| 1988 | Missing You Flying Colours                                      | DE29 (15 Wo.)DE | — | CH20 (2 Wo.)CH | UK3 (13 Wo.)UK | — | IE1 (11 Wo.)IE | Erstveröffentlichung: Oktober 1988      |
| 1989 | Tender Hands Flying Colours                                     | — | — | — | UK43 (7 Wo.)UK | — | IE18 (3 Wo.)IE | Erstveröffentlichung: 1989              |
| 1989 | Sailing Away Flying Colours                                     | DE56 (5 Wo.)DE | — | — | UK78 (3 Wo.)UK | — | — | Erstveröffentlichung: 1989              |
| 1989 | This Waiting Heart Spark to a Flame: The Very Best Of           | DE36 (15 Wo.)DE | — | CH27 (2 Wo.)CH | UK59 (4 Wo.)UK | — | IE15 (1 Wo.)IE | Erstveröffentlichung: 1989              |
| 1989 | Diamond in the Dark Spark to a Flame: The Very Best Of          | — | — | — | UK95 (1 Wo.)UK | — | IE14 (3 Wo.)IE | Erstveröffentlichung: 1989              |
| 1990 | Don’t Pay the Ferryman (Live) High on Emotion: Live from Dublin | — | — | — | UK84 (1 Wo.)UK | — | — | Erstveröffentlichung: 1990              |
| 1992 | Separate Tables Power of Ten                                    | DE39 (11 Wo.)DE | — | CH25 (5 Wo.)CH | UK30 (4 Wo.)UK | — | IE14 (4 Wo.)IE | Erstveröffentlichung: 1992              |
| 1992 | By My Side Power of Ten                                         | DE61 (8 Wo.)DE | — | — | — | — | — | Erstveröffentlichung: 1992              |
| 1992 | Talk to Me Power of Ten                                         | DE86 (6 Wo.)DE | — | — | — | — | — | Erstveröffentlichung: 1992              |
| 1994 | Blonde Hair Blue Jeans This Way Up                              | DE56 (13 Wo.)DE | — | — | UK51 (2 Wo.)UK | — | IE27 (1 Wo.)IE | Erstveröffentlichung: 1994              |
| 1994 | This Silent World This Way Up                                   | DE52 (12 Wo.)DE | — | — | — | — | — | Erstveröffentlichung: 1994              |
| 1994 | This Is Love This Way Up                                        | DE55 (9 Wo.)DE | — | — | — | — | — | Erstveröffentlichung: 1994              |
| 1995 | The Snows of New York Beautiful Dreams                          | — | — | — | UK60 (2 Wo.)UK | — | — | Erstveröffentlichung: 1995              |
| 1996 | I’m Not Crying Over You Beautiful Dreams                        | — | — | — | UK77 (1 Wo.)UK | — | — | Erstveröffentlichung: 1996              |
| 1997 | So Beautiful The Love Songs                                     | — | — | — | UK29 (6 Wo.)UK | — | — | Erstveröffentlichung: 1997              |
| 1999 | When I Think of You Quiet Revolution                            | DE75 (9 Wo.)DE | — | — | UK59 (2 Wo.)UK | — | — | Erstveröffentlichung: 1999              |
| 1999 | A Woman’s Heart Quiet Revolution                                | DE96 (3 Wo.)DE | — | — | — | — | — | Erstveröffentlichung: 1999              |
| 2005 | Patricia the Stripper –                                         | — | — | — | — | — | IE3 (8 Wo.)IE | Erstveröffentlichung: 2005              |
| 2006 | One World The Storyman                                          | DE99 (1 Wo.)DE | — | — | — | — | — | Erstveröffentlichung: 2006              |
| 2021 | Legacy The Legend of Robin Hood                                 | — | — | CH81 (1 Wo.)CH | — | — | — | Erstveröffentlichung: 1. Oktober 2021   |

Weitere Singles
| - 1974: Hold On - 1975: Turning Around - 1975: Just Another Poor Boy - 1979: The Devil’s Eye - 1980: The Traveller - 1981: Waiting for the Hurricane - 1984: Sight and Touch - 1986: Say Goodbye to It All - 1988: Love Is My Decision - 1989: Don’t Look Back - 1992: Where We Will Be Going - 1992: Making the Perfect Man - 1993: Shine On - 1994: Here Is Your Paradise - 1996: Always on My Mind - 1996: Riding on a Rainbow - 1998: Forevermore - 1998: In a Country Churchyard | - 2000: Patricia the Stripper 2000 - 2001: Two Sides to Every Story - 2002: Guilty Secret - 2004: The Words I Love You - 2004: Read My Name - 2004: Five Past Dreams - 2006: My Father’s Eyes - 2007: Raging Storm - 2008: You’ll Never Walk Alone - 2010: Everywhere I Go - 2010: A Spaceman Came Travelling 2010 - 2011: Go Where Your Heart Believes - 2011: S.O.S. - 2016: Bethlehem - 2017: Once in a Lifetime - 2021: Live Life, Live Well - 2021: The Man with the Double Face - 2024: It’s Never Too Late |

## Videoalben
- 1984: Chris de Burgh – The Video (Live-Video eines Konzerts in Hamilton, Kanada)
- 1985: The Munich Concerts (Live-Video eines Konzerts in der Olympiahalle München)
- 1990: High on Emotion – Live from Dublin (Live-Video eines Konzerts im RDS Stadium Dublin)
- 1995: Beautiful Dreams Live (Live-Video eines Konzerts in Birmingham)
- 2001: Benefit for Volendam (Charity-Konzert für die Opfer des Unglücks in Volendam vom Neujahrstag 2001)
- 2004: The Road to Freedom – Live (Live-DVD eines Konzerts in der Stadthalle Bielefeld)
- 2005: Beautiful Dreams Live (Live-DVD mit Film aus einem Konzert 1995 in Birmingham)
- 2010: Footsteps – Live in Concert (Live-DVD mit Mitschnitten der Welttournee 2009)

## Boxsets
- 1981: Stories (5-LP-Box)
- 2006: Much More Than This

## Statistik

### Chartauswertung
|                     | DE     | AT     | CH     | UK     | US    | IE    |
| ------------------- | ------ | ------ | ------ | ------ | ----- | ----- |
| Nummer-eins-Alben   | DE3DE  | AT—AT  | CH1CH  | UK1UK  | US—US | IE2IE |
| Top-10-Alben        | DE18DE | AT2AT  | CH8CH  | UK8UK  | US—US | IE2IE |
| Alben in den Charts | DE24DE | AT16AT | CH21CH | UK26UK | US3US | IE7IE |

|                       | DE     | AT    | CH    | UK     | US    | IE     |
| --------------------- | ------ | ----- | ----- | ------ | ----- | ------ |
| Nummer-eins-Singles   | DE—DE  | AT—AT | CH—CH | UK—UK  | US—US | IE3IE  |
| Top-10-Singles        | DE1DE  | AT—AT | CH1CH | UK3UK  | US1US | IE8IE  |
| Singles in den Charts | DE22DE | AT2AT | CH8CH | UK21UK | US4US | IE18IE |

### Auszeichnungen für Musikverkäufe
| Silberne Schallplatte - Vereinigtes Königreich - 2018: für die Single A Spaceman Came Travelling Goldene Schallplatte - Australien - 1986: für die Single The Lady in Red - Brasilien - 2024: für die Single The Lady in Red - Dänemark - 2023: für die Single The Lady in Red - Kanada - 1979: für das Album Crusader - 1980: für das Album Eastern Wind - 1981: für das Album Best Moves - 1989: für das Album Spark to a Flame - Norwegen - 1996: für das Album Beautiful Dreams - Südafrika - 1978: für das Album Spanish Train and Other Stories | Platin-Schallplatte - Kanada - 1979: für das Album Spanish Train - 1983: für das Album The Getaway - 1984: für das Album Man on the Line - 1987: für die Single The Lady in Red - 1988: für das Album Flying Colours - Neuseeland - 1987: für das Album Into the Light - Spanien - 2025: für die Single The Lady in Red 2× Platin-Schallplatte - Kanada - 1986: für das Album Into the Light |

Anmerkung: Auszeichnungen in Ländern aus den Charttabellen bzw. Chartboxen sind in ebendiesen zu finden.
| Land/RegionAuszeichnungen für Musikverkäufe (Land/Region, Auszeichnungen, Verkäufe, Quellen) | Silber     | Gold       | Platin       | Verkäufe  | Quellen                                                    |
| -------------------------------------------------------------------------------------------- | ---------- | ---------- | ------------ | --------- | ---------------------------------------------------------- |
| Australien (ARIA)                                                                            | —          | Gold1      | —            | 35.000    | Einzelnachweise                                            |
| Brasilien (PMB)                                                                              | —          | Gold1      | —            | 30.000    | pro-musicabr.org.br                                        |
| Dänemark (IFPI)                                                                              | —          | Gold1      | —            | 45.000    | ifpi.dk                                                    |
| Deutschland (BVMI)                                                                           | —          | 8× Gold8   | 8× Platin8   | 4.950.000 | musikindustrie.de                                          |
| Kanada (MC)                                                                                  | —          | 4× Gold4   | 7× Platin7   | 900.000   | musiccanada.com                                            |
| Neuseeland (RMNZ)                                                                            | —          | —          | Platin1      | 20.000    | aotearoamusiccharts.co.nz                                  |
| Norwegen (IFPI)                                                                              | —          | Gold1      | —            | 25.000    | ifpi.no (Memento vom 5. November 2012 im Internet Archive) |
| Österreich (IFPI)                                                                            | —          | Gold1      | —            | 25.000    | ifpi.at                                                    |
| Schweiz (IFPI)                                                                               | —          | 5× Gold5   | Platin1      | 160.000   | hitparade.ch                                               |
| Spanien (Promusicae)                                                                         | —          | —          | Platin1      | 60.000    | elportaldemusica.es                                        |
| Südafrika (RISA)                                                                             | —          | Gold1      | —            | 25.000    | Einzelnachweise                                            |
| Vereinigte Staaten (RIAA)                                                                    | —          | Gold1      | —            | 500.000   | riaa.com                                                   |
| Vereinigtes Königreich (BPI)                                                                 | 4× Silber4 | 7× Gold7   | 6× Platin6   | 3.480.000 | bpi.co.uk                                                  |
| Insgesamt                                                                                    | 4× Silber4 | 31× Gold31 | 24× Platin24 |           |                                                            |